# Andrzej Przybylski

Wappen von Andrzej Przybylski

Andrzej Przybylski (* 26. November 1964 in Łowicz) ist ein polnischer Geistlicher und römisch-katholischer Weihbischof in Częstochowa.

## Leben
Andrzej Przybylski studierte zunächst Pädagogik und trat 1988 in das Priesterseminar ein. Am 30. Mai 1993 empfing er durch Erzbischof Stanisław Nowak das Sakrament der Priesterweihe für das Erzbistum Częstochowa.
Von 1994 bis 1998 war er persönlicher Sekretär des Erzbischofs Stanisław Nowak. Von 1997 bis 2004 war er Leiter des erzbischöflichen Jugendseelsorgeamts und von 1998 bis 2008 für die Studentenseelsorge im Erzbistum verantwortlich. Von 2004 bis 2008 war er zudem Pfarrer der ersten Studentengemeinde. Im Jahr 2006 wurde er an der Nikolaus-Kopernikus-Universität Toruń in Humanwissenschaft mit einer Spezialisierung in Pädagogik promoviert. Von 2008 bis 2015 war er Regens des Priesterseminars von Częstochowa und anschließend Pfarrer von St. Peter und Paul in Zawiercie, einer der größten Pfarreien des Erzbistums, sowie Dekan.
Papst Franziskus ernannte ihn am 20. Mai 2017 zum Titularbischof von Hortanum und zum Weihbischof in Częstochowa. Die Bischofsweihe spendete ihm der Erzbischof von Częstochowa, Wacław Depo, am 24. Juni desselben Jahres. Mitkonsekratoren waren Alterzbischof Stanisław Nowak und der Apostolische Nuntius in Polen, Erzbischof Salvatore Pennacchio.